# Archives départementales du Cher
Les archives départementales du Cher sont un service du conseil départemental du Cher (Centre-Val de Loire, France).

## Histoire

### Le bâtiment

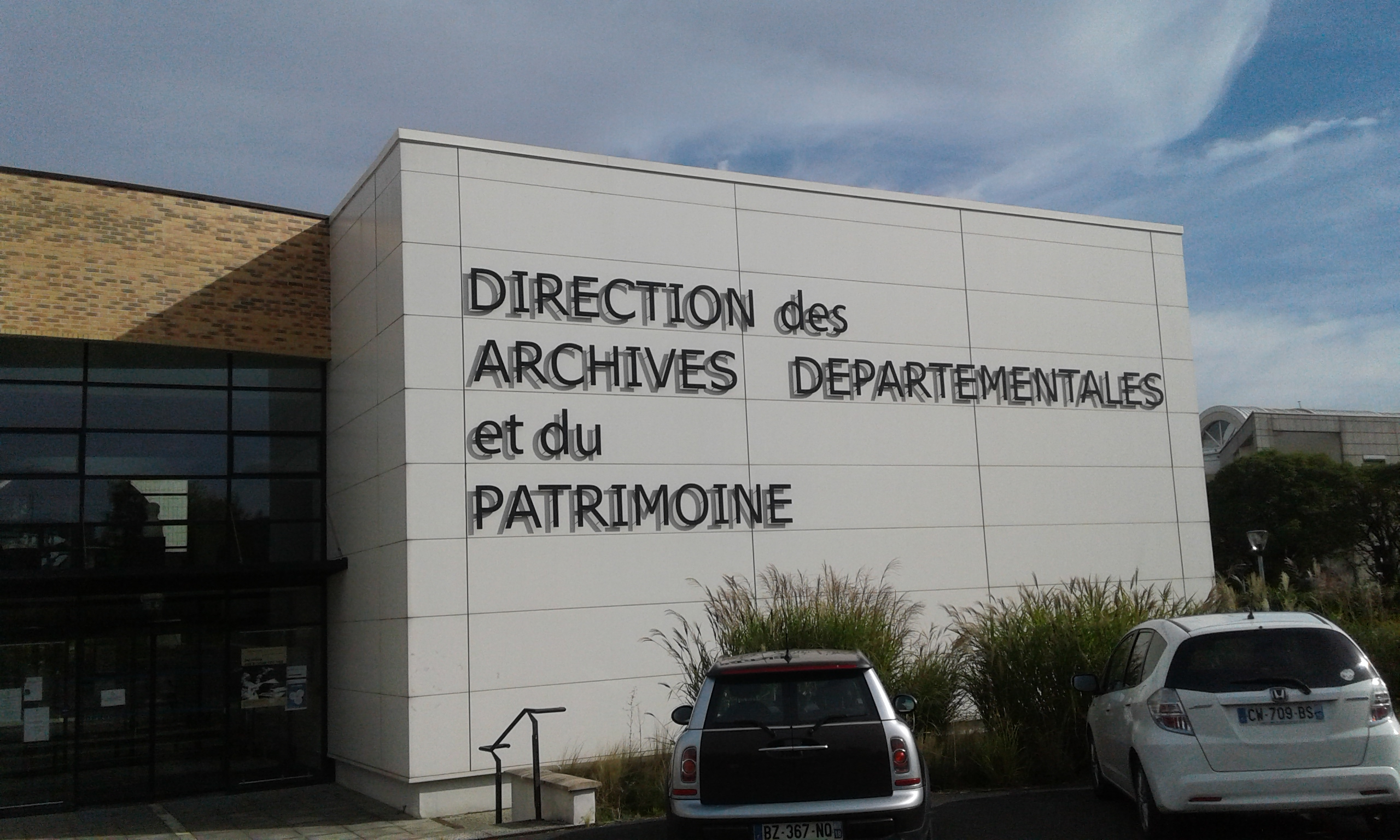
Façade des Archives départementales du Cher.

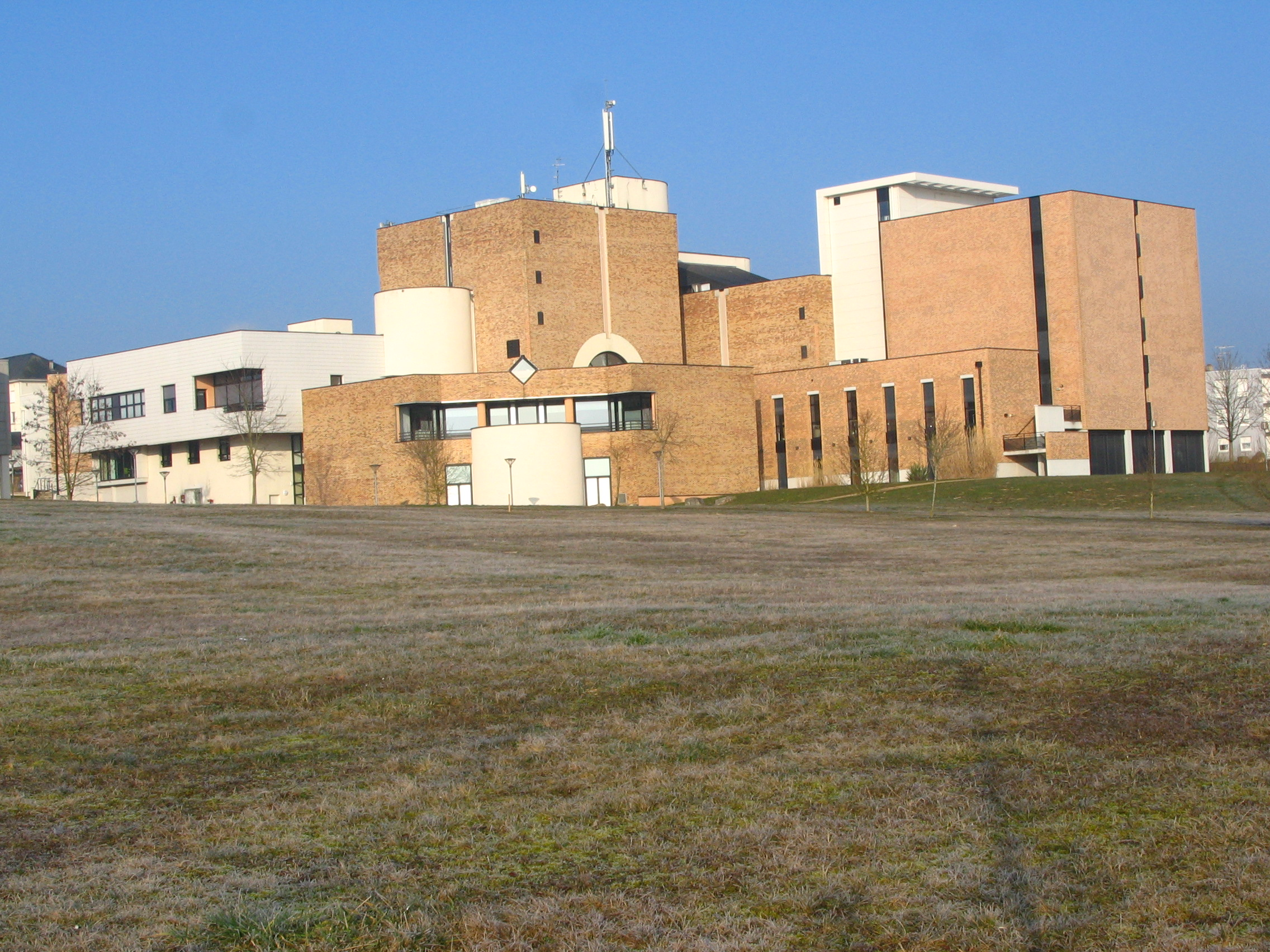
Vue de la face arrière des Archives faisant face au lac d'Auron.

D'abord accueillies dans des locaux annexes de la cathédrale de Bourges, puis dans ceux de l'archevêché, les archives sont installées en 1818 à la préfecture. Au début du XIXe siècle, un nouveau bâtiment est construit rue Fernaut qui subira plusieurs agrandissements. Enfin, en 1988, le bâtiment actuel est construit sur le site des Grands Mazières.

### Les directeurs
1. Guillaume Ouzouet de Longchamp (1735-1827), feudiste du duc de Béthune Chârost à Paris puis à Saint Amand, archiviste du chapitre de la cathédrale de Bourges, du district de Bourges (1790-1795) puis premier archiviste du Cher de 1796 à 1818 (retraité à 83 ans).
2. Antoine Bernard Barberaud[2] (1794-1867), commis aux Archives de 1816 à 1818, archiviste du Cher de 1818 à 1855.
3. Charles Barberaud (1829-1892), fils du précédent, chartiste, archiviste adjoint sans traitement de 1849 à 1855, puis succède à son père comme archiviste du Cher de 1856 à 1879 (démissionnaire pour raisons de santé).
4. Hippolyte Boyer (1822-1897), bibliothécaire adjoint de la ville de 1852 à 1858, archiviste adjoint du Cher de 1858 à 1873, archiviste et bibliothécaire de la ville de Bourges de 1873 à 1879,  archiviste du Cher de 1879 à 1895,  nommé archiviste honoraire.
5. Jacques Soyer (1870-1950), chartiste, archiviste du Cher de 1895 à 1904 (puis du Loiret).
6. Alfred Gandilhon (1877-1946), chartiste, archiviste du Cher de 1904 à 1937, puis, bien que retraité, assure l’intérim en 1940.
7. Bernard Jarry (1908-1963), chartiste, archiviste du Cher de 1938 à 1941 (puis du Loiret).
8. Paul Cravayat (1912-1958), chartiste, archiviste du Cher de 1941 à 1958, mort en fonctions.
9. Étienne Taillemite (1924-2011), chartiste, archiviste du Cher de 1959 à 1960,  puis inspecteur général des Archives de France, membre de l’Académie de Marine.
10. Jean Yves Ribault (1935-2019), chartiste, archiviste du Cher de 1960 à 1976 (puis de la cité des Archives contemporaines de Fontainebleau, et des Archives de Paris).
11. Jean-Marie Jenn (1942-2014), chartiste, archiviste du Cher de 1976 à  1982 (puis conservateur régional des monuments historiques du Centre).
12. Jean-Yves Ribault : redevient archiviste du Cher de 1982 à 1996.
13. Vincent Maroteaux (né en 1961), chartiste, archiviste du Cher de 1996 à 2006, puis archiviste de la Seine-Maritime.
14. Claude Jeay (né en 1975), chartiste, archiviste du Cher de 2006 à 2009, puis archiviste en Ille-et-Vilaine.
15. Xavier Laurent (né en 1977), chartiste, archiviste du Cher de 2009 à 2025, puis archiviste en Meurthe-et-Moselle.
16. Louis Borel de Bretizel, chartiste, archiviste du Cher à partir de 2025.

## Fonds

### Ensemble des documents conservés
Les archives revendiquent près de 23 000 mètres linéaires de documents conservés.

### Archives numérisées

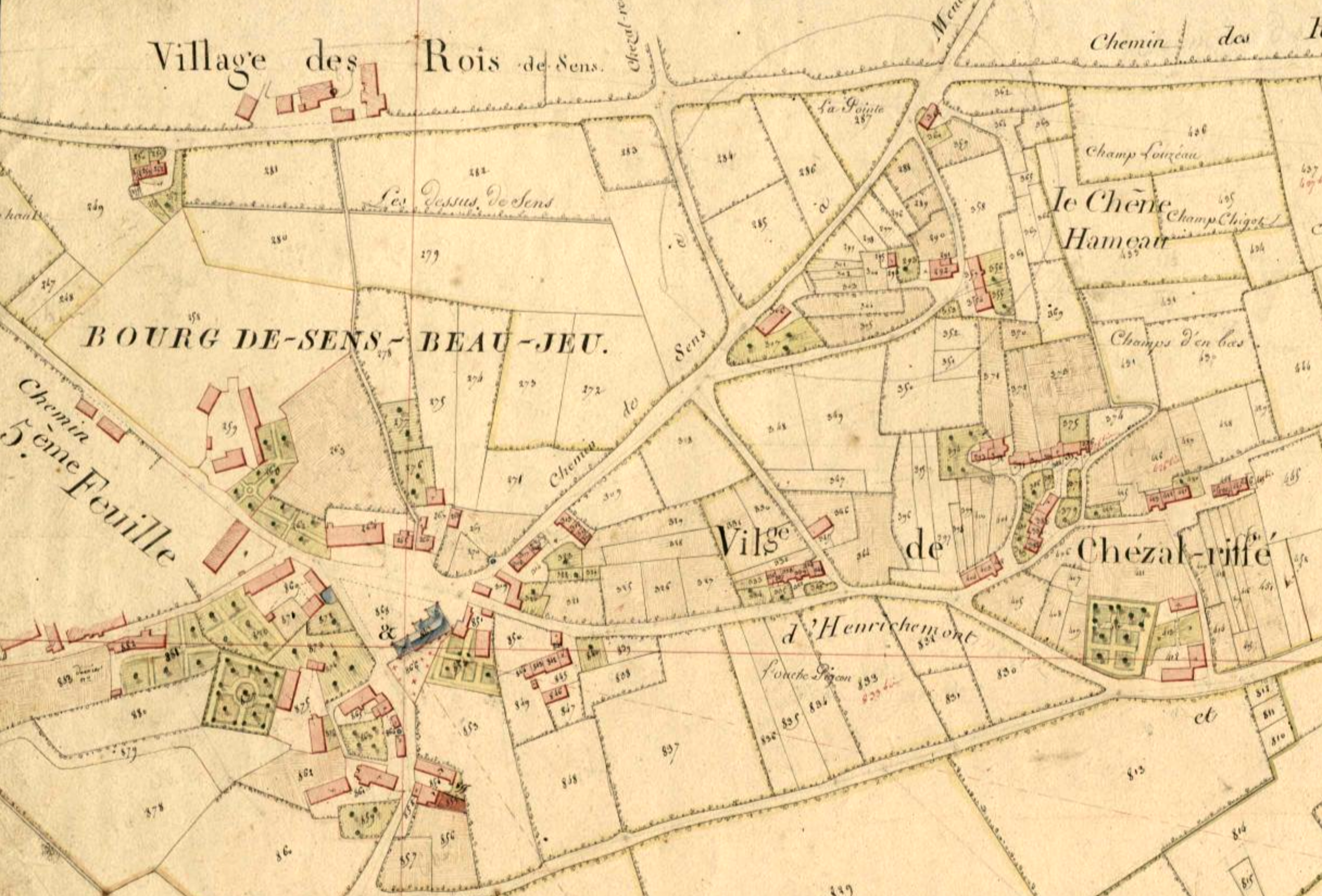
Plan du cadastre napoléonien du secteur de Sens-Beaujeu près de Sancerre.

Le site internet des Archives départementales du Cher permet de consulter en accès libre et gratuit : 
- les registres paroissiaux et d'état civil du département jusqu'en 1902 ;
- les recensements de population entre 1836 et 1911 ;
- les plans du cadastre napoléonien ;
- les registres matricules militaires pour les classes 1865 à 1921 (1940 pour les répertoires alphabétiques) ;
- les listes cantonales de tirage au sort pour les conscrits de 1832 à 1877.

### Inventaires
Plusieurs types d'inventaires, disponibles sous forme d'une publication au niveau de la boutique des Archives, ont été conduits dans le département depuis 1984 :
Les inventaires topographiques :
- canton de Saint-Amand-Montrond ;
- canton de Dun-sur-Auron ;
- canton de Châteaumeillant ;
- canton de Sancerre.

Les inventaires thématiques :
- les abbayes cisterciennes ;
- les peintures monumentales ;
- l'architecture religieuse ;
- le patrimoine des châteaux et des maisons de maître ;
- les maisons en pans de bois ;
- le patrimoine industriel.

## Pour approfondir